# 爱德华·塔克曼
爱德华·塔克曼（Edward Tuckerman，1817年12月7日—1886年3月15日）为美国植物学家和教授。其对地衣及高山植物作出大量研究。他是波士顿的自然历史协会的创始成员，他的大部分职业生涯都花在安默斯特学院。